# Pensa em Mim
Pensa em Mim é uma canção gravada pela banda Darvin em 2008. A canção foi regravada por outros artistas como a banda Cheiro de Amor, a dupla Jorge e Mateus, a dupla Lucas e Luan, a dupla Carlos & Jader, Muído. A música virou hit na versão acústica de Cheiro de Amor na voz da vocalista Alinne Rosa,  alcançando o topo das paradas de sucesso. A música foi composta por Conrado e Bernardo.